# Nagarapageuh
Nagarapageuh is een bestuurslaag in het regentschap Ciamis van de provincie West-Java, Indonesië. Nagarapageuh telt 2885 inwoners (volkstelling 2010).